# David Pearce
David Pearce es un filósofo británico defensor de la ética utilitarista negativa, el veganismo y el transhumanismo.
Pearce es más famoso por su idea de que existe un fuerte imperativo ético para los seres humanos por trabajar hacia la abolición del sufrimiento de todos los seres sintientes. La postura de Pearce se presenta con mayor prominencia en El imperativo hedonista (The Hedonistic Imperative), un manifiesto en el que el autor delinea cómo la ingeniería genética y la nanotecnología eliminarán, con el tiempo, toda forma de experiencia desagradable. Debido a su desacuerdo con el maltrato a los animales, Pearce practica el veganismo y promueve esta práctica en sus escritos y entrevistas.
Pearce es el cofundador (con Nick Bostrom) de la Asociación Transhumanista Mundial (World Transhumanist Association), actualmente llamada Humanity+, y el director de BLTC Research.

## Transhumanismo hedonista
En 1995, Pearce creó BLTC Research, una red de sitios web que publican textos sobre transhumanismo y temas relacionados en farmacología y biopsiquiatría. Publicó The Hedonistic Imperative ese año, argumentando que "[nuestros] sucesores poshumanos reescribirán el genoma de los vertebrados, rediseñarán el ecosistema global y abolirán el sufrimiento en todo el mundo viviente".
Las ideas de Pearce inspiraron una escuela abolicionista de transhumanismo, o "transhumanismo hedonista", basada en su idea de "ingeniería del paraíso" y su argumento de que la abolición del sufrimiento, que él llama el "proyecto abolicionista", es un imperativo moral. Defiende una versión del utilitarismo negativo.
Él describe cómo las drogas y las tecnologías, incluida la autoestimulación intracraneal ("wireheading"), las drogas sintéticas y la ingeniería genética podrían acabar con el sufrimiento de toda la vida sensible. El sufrimiento mental será una reliquia del pasado, así como el sufrimiento físico durante la cirugía fue eliminado por la anestesia. La función del dolor será proporcionada por alguna otra señal, sin la experiencia desagradable.
Como vegano, Pearce sostiene que los seres humanos tienen una responsabilidad no sólo para evitar la crueldad hacia los animales dentro de la sociedad humana, sino también para rediseñar el ecosistema global, de modo que los animales no sufran en la naturaleza. Ha argumentado a favor de un "análogo global de especies cruzadas del estado de bienestar", sugiriendo que la humanidad podría eventualmente "reprogramar depredadores" para limitar la depredación, reduciendo el sufrimiento de las presas. La regulación de la fertilidad para la vida silvestre podría mantener las poblaciones de herbívoros a niveles sostenibles, "una opción política más civilizada y compasiva que el hambre, la depredación y las enfermedades". El creciente número de veganos y vegetarianos en el movimiento transhumanista se ha atribuido en parte a la influencia de Pearce.

## Humanity+ y otros roles
En 1998, Pearce cofundó la Asociación Transhumanista Mundial, conocida desde 2008 como Humanity+, con Nick Bostrom. Pearce es miembro de la junta de asesores.
Pearce también es miembro del Institute for Ethics and Emerging Technologies, y forma parte del consejo asesor futurista de la Lifeboat Foundation. Hasta 2013, formó parte del consejo asesor editorial de la controvertida revista médica no revisada por pares Medical Hypotheses. Ha sido entrevistado por la revista Vanity Fair (Alemania) y en la BBC Radio 4 The Maze Moral, entre otros.

## Libros
- The Hedonistic Imperative. 1995. OCLC 44325836.
- "The Biointelligence Explosion: How Recursively Self-Improving Organic Robots will Modify their Own Source Code and Bootstrap Our Way to Full-Spectrum Superintelligence" Archivado el 22 de octubre de 2019 en Wayback Machine. in Eden, A. H.; Moor, J. H.; Soraker, J. H. et al., eds. (2012). Singularity Hypotheses: A Scientific and Philosophical Assessment. Heidelberg: Springer. pp. 199–238. ISBN 9783642325595. OCLC 915554031.